# 遠山慶子
遠山 慶子（とおやま けいこ、1934年3月25日 - 2021年3月29日）は、日本のピアニスト。旧姓藤村。主にモーツァルトやフランス近代音楽の演奏で知られる。東京府出身。

## 来歴
東京市本郷区西片町（現在の東京都文京区西片）に生まれる。父親はいわゆる高等遊民だったという。祖父は陸軍大佐。4歳で鎌倉市材木座に転居する。5歳でヴァイオリンを買ってもらったがうまく弾けなかったので即座に叩き壊し、6歳からピアノを井上貞吉に師事する。病弱ゆえ鎌倉市立第一小学校の養護学級に入学する。8歳のとき父に連れられて日比谷公会堂でモーツァルトの『レクイエム』（ヨーゼフ・ローゼンシュトック指揮、新交響楽団）を聴いたとき、不気味さに失神して病院に運ばれる（このときコーラスの中に、将来夫となる遠山一行がいた）。片瀬乃木小学校（現在の湘南白百合学園小学校）に編入学したが、校風を偽善的と感じたために不登校となり、4年生で第一小学校に復帰する。1946年7月27日に父を結核で亡くし、母方の祖父に引き取られて東京都世田谷区松原に移る。家計が貧窮したためにピアノの勉強を中止しかけたが、井上の好意により無償でレッスンを続けることができた。1947年、第1回全日本学生音楽コンクールで東日本大会一等に入賞。審査委員長の野村光一から絶賛される。
恵泉女学園中学校2年在学時に受洗。本野旧子爵家にフランス語を教わりに行ったのが縁となり、1952年、来日中のアルフレッド・コルトーの前で演奏する機会に恵まれる。コルトーに才能を認められて恵泉女学園高等学校を中退し、20歳の頃の1954年8月に渡仏する。パリのエコールノルマル音楽院でコルトーに師事、さらにコルトーの紹介でジャン・コクトー、ポール・クローデル、パブロ・カザルス、エトヴィン・フィッシャー、ジョルジュ・エネスコ、ポール・ヴァレリー、遠山一行と知り合う。1955年に同校を首席卒業、教授資格を取得する。1956年、第一生命ホールにおけるリサイタルで日本デビュー。1957年8月に帰国。同年、遠山と結婚する。
出産を経て、1962年に子供を連れて再び渡仏。1963年にパリで海外デビューを果たして以来、カルロ・ゼッキやシャーンドル・ヴェーグなど海外の指揮者と協演、日本でもソロや室内楽などで活躍する。
1978年、第5回日本ショパン協会賞を受ける。ロン・ティボー国際コンクールおよびゲザ・アンダ国際コンクールの審査員。草津国際音楽アカデミー&フェスティバル講師。
2010年、モーツァルトのバイオリンソナタ選曲集で第51回毎日芸術賞受賞。
2021年3月29日8時54分、脳腫瘍のため、死去。87歳没。

## 家族
長男の遠山公一は西洋美術史家で、慶應義塾大学文学部教授。次男の遠山明良は遠山偕成株式会社の代表取締役および水海道ゴルフクラブ理事長。甥の遠山元道は工学者で、慶應義塾大学理工学部教授。

## 著書
- 加賀乙彦との対談集『光と風のなかで　愛と音楽の軌跡』（弥生書房、1993年）
- 音楽の贈りもの（春秋社、2009年）